# Beyond the Veil (album)
Beyond the Veil è il secondo album della gothic metal band norvegese Tristania. L'album è uscito l'8 settembre 1999 sotto l'etichetta discografica Napalm Records.

## Album
È l'ultimo disco a cui parteciperà Morten Veland ed è considerato il maggiore successo del gruppo.
I tratti strumentali sono simili a quelli del disco precedente dato che anche qui è stato dedicato ampio spazio a elementi della musica classica, in particolare ai cori e al caratteristico violino di Pete Johansen; tuttavia, la differenza tra i due lavori è notevole, dato che Beyond the Veil abbandona le tetre sonorità di Widow's Weeds per avvicinarsi maggiormente a quelle del death. Alla base heavy, che in questo lavoro fornisce alle tracce un carattere più epico che doom, si sovrappone ancora il suono degli strumenti acustici e delle tastiere che ne spezza la monotonia e che rende i brani più "digeribili" e ricchi di atmosfera. Rispetto all'album precedente, le parti del soprano Vibeke Stene vengono in qualche modo ridotte.
I principali compositori sono Veland, che è anche autore di tutti i testi, e il tastierista Einar Moen; i temi trattati dalle liriche sono sostanzialmente gli stessi dell'album precedente.
Dall'album è stato estratto il singolo Angina, poi pubblicato nello stesso anno insieme al brano death-industrial Opus Relinque (Radio Edit) e ad una traccia inedita (Saturnine).

## Tracce
1. Beyond the Veil (Veland, Moen) – 6:37
2. Aphelion (Veland) – 7:50
3. A Sequel of Decay (Veland, Moen) – 6:33
4. Opus Relinque (Moen, Hidle) – 6:08
5. Lethean River (Veland, Moen) – 5:56
6. ...of Ruins and a Red Nightfall (Veland) – 6:22
7. Simbelmynë (Moen) – 1:00
8. Angina (Veland) – 4:39
9. Heretique (Moen, Hidle) – 4:51
10. Dementia (Moen) – 2:21

## Singoli
1. Angina (10 maggio 1999)

## Formazione
- Vibeke Stene – voce femminile
- Østen Bergøy – voce maschile
- Anders Høvyvik Hidle – chitarra solista, cori
- Morten Veland – chitarra ritmica, voce death
- Einar Moen – tastiere, programmazione
- Rune Østerhus – basso
- Kenneth Ølsson – batteria, cori

### Collaborazioni
- Jan Kenneth Barkved – cori; voce maschile in Heretique
- Hilde Bommen, Maiken Stene, Sissel Stene, Jeanett Johannessen & Rino Kolstø – coro
- Pete Johansen – violino